# Troisième district congressionnel de la Louisiane
Le 3e district congressionnel de la Louisiane est un district de l'État américain de Louisiane. Le district couvre la partie sud-ouest et centre-sud de l'État, allant de la frontière du Texas à la rivière Atchafalaya.
Le district est actuellement représenté par le Républicain Clay Higgins, un ancien adjoint du shérif de Port Barre connu pour ses vidéos controversées Crime Stoppers. Il a été élu pour la première fois à la Chambre des Représentants des États-Unis lors du second tour du 10 décembre 2016 contre le commissaire à la fonction publique Scott Angelle pour remplacer Charles Boustany.

## Histoire
La Louisiane a gagné ses 2e et 3e districts congressionnels en 1823 dans le cadre du 18e Congrès des États-Unis. Depuis au moins les années 1870, le quartier est fortement influencé par la culture acadienne du sud de la Louisiane.
Bien que le 3e district ait été Démocrate pendant une grande partie de son histoire, c'est le seul district de Louisiane à avoir été représenté par trois partis au cours du 20e siècle, en ce que Whitmell P. Martin a représenté le district comme un "Bull Moose" progressiste de 1915 à 1919, date à laquelle il passe au Parti Démocrate. Depuis le début du 20e siècle, il dominait la Louisiane en tant qu'État à parti unique après que la législature a adopté une nouvelle constitution qui a effectivement privé les Afro-Américains de leurs droits dans les années 1960. Martin est resté en fonction en tant que démocrate jusqu'à sa mort en 1929.
Le district est devenu plus compétitif pour les républicains plus tard au XXe siècle, lorsque les Blancs conservateurs sont passés au Parti Républicain après l'adoption de la législation sur les droits civiques par le Congrès. En 1966, Hall Lyons de Lafayette a obtenu 40 % des voix en tant que candidat Républicain contre le vétéran Démocrate sortant Edwin E. Willis. En 1972, le district a élu David C. Treen comme premier Représentant Républicain américain de Louisiane depuis 1891.
La Législature de l'État s'est redécoupée dans les années 1980, repoussant le district hors des banlieues à croissance rapide de Metairie et de la ville de Kenner, pour aider à garder le siège entre les mains du successeur Démocrate de Treen, Billy Tauzin. Tauzin est finalement passé au Parti Républicain en 1995, rendant le 3e district unique dans la politique de la Louisiane du XXe siècle en tant que seul district à avoir deux Représentants qui ont changé de parti (Martin, qui est passé des progressistes aux démocrates en 1918, et Tauzin, qui est passé des démocrates aux républicains en 1995). En tant que Républicain, Tauzin a continué à servir jusqu'à sa retraite du Congrès en 2005. Le Démocrate Charlie Melançon a remporté le siège en 2004 (siège en 2005), a été réélu en 2006 et n'a pas été opposé en 2008.
Pendant la plupart du temps de 1823 à 2013, le district contenait de grandes parties du sud-est et du centre-sud de la Louisiane, y compris les River Parishes et l'Est d'Acadiana. Dans sa configuration finale, il comprenait de nombreuses zones exurbaines et rurales près de la Nouvelle-Orléans, Baton Rouge et Lafayette. Il contenait les villes de Chalmette, Gonzales, Houma, Thibodaux, Morgan City et New Iberia.
Cependant, lorsque la Louisiane a perdu un district après le recensement de 2010, l'ancien 3e a été démantelé. Le nouveau 3e comprenait la majeure partie du sud-ouest de la Louisiane, y compris Lafayette et Lake Charles. La majeure partie de ce territoire était le 7e district avant le recensement de 2010. Le dernier membre du Congrès de l'ancien 3e, le Républicain premièrement élu Jeff Landry, avait sa maison à New Iberia, ainsi qu'une grande partie de la partie ouest de son district, attirée dans le nouveau 3e. Il a choisi de défier le titulaire de quatre mandats du 7e district, son compatriote Républicain Charles Boustany, lors de la primaire du GOP. Cependant, Landry ne pouvait surmonter le fait qu'il se présentait dans une circonscription où plus de 60 % de ses électeurs étaient nouveaux pour lui. Il a perdu contre Boustany à la primaire, mettant fin à sa brève carrière au Congrès. Le nouveau 3e, comme les anciens 3e et 7e, a une riche culture cajun.

## Historique de vote
| Année | Poste     | Résultats              |
| 2000  | Président | Bush 52,0 % – 45,0 %   |
| 2004  | Président | Bush 58,0 % – 41,0 %   |
| 2008  | Président | McCain 61,0 % – 37,0 % |
| 2012  | Président | Romney 66,0 % – 32,0 % |
| 2016  | Président | Trump 67,0 % – 29,0 %  |
| 2020  | Président | Trump 68,0 % – 30,0 %  |

## Liste des Représentants du district
| Membre                          | Parti                 | Années                             | Congrès     | Histoire électorale | Zone géographique |
| ------------------------------- | --------------------- | ---------------------------------- | ----------- | --- | --- |
| District établit le 4 mars 1823 |                       |                                    |             | | |
| William Leigh Brent (en)        | Républicain-Démocrate | 4 mars 1823 - 3 mars 1825          | 18e - 20e   | Élu en 1822. Réélu en 1824. Réélu en 1826. Retrait. | 1823–1833 Avoyelles, Catahoula, Concordia, Natchitoches, Ouachita, Rapides, Saint Landry, Saint Martin et Sainte Marie |
| William Leigh Brent (en)        | Anti-Jacksonien       | 4 mars 1825 - 3 mars 1829          | 18e - 20e   | Élu en 1822. Réélu en 1824. Réélu en 1826. Retrait. | 1823–1833 Avoyelles, Catahoula, Concordia, Natchitoches, Ouachita, Rapides, Saint Landry, Saint Martin et Sainte Marie |
| Walter Hampden Overton (en)     | Jacksonian            | 4 mars 1829 - 3 mars 1831          | 21e         | Élu en 1828. Retrait. | 1823–1833 Avoyelles, Catahoula, Concordia, Natchitoches, Ouachita, Rapides, Saint Landry, Saint Martin et Sainte Marie |
| Henry Adams Bullard (en)        | Anti-Jacksonien       | 4 mars 1831 - 4 janvier 1834       | 22e , 23e   | Élu en 1830. Réélu en 1832. Démissionne pour devenir Juge de la Cour Suprême de Louisiane. | 1823–1833 Avoyelles, Catahoula, Concordia, Natchitoches, Ouachita, Rapides, Saint Landry, Saint Martin et Sainte Marie |
| Henry Adams Bullard (en)        | Anti-Jacksonien       | 4 mars 1831 - 4 janvier 1834       | 22e , 23e   | Élu en 1830. Réélu en 1832. Démissionne pour devenir Juge de la Cour Suprême de Louisiane. | 1833–1843 |
| Vacant                          | Vacant                | 4 mars 1834 - 28 avril 1834        | 23e         | | |
| Rice Garland (en)               | Anti-Jacksonien       | 28 avril 1834 - 3 mars 1837        | 23e - 26e   | Élu pour terminer le mandat de Bullard. Réélu en 1834. Réélu en 1836. Démissionne pour devenir Juge de la Cour Suprême de Louisiane.                                                                                               | |
| Rice Garland (en)               | Whig                  | 4 mars 1837 - 21 juillet 1840      | 23e - 26e   | Élu pour terminer le mandat de Bullard. Réélu en 1834. Réélu en 1836. Démissionne pour devenir Juge de la Cour Suprême de Louisiane.                                                                                               | |
| Vacant                          | Vacant                | 21 juillet 1840 - 17 décembre 1840 | 26e         | | |
| John Moore (en)                 | Whig                  | 17 décembre 1840 - 3 mars 1843     | 26e , 27e   | Élu pour terminer le mandat de Garland. Réélu en 1840. Perds sa réélection. | |
| John Bennett Dawson (en)        | Démocrate             | 4 mars 1843 - 26 juin 1845         | 28e , 29e   | Redécoupage depuis le 2e district et réélu en 1842. Réélu en 1844. Décès. | 1843–1853 |
| John Henry Harmanson (en)       | Démocrate             | 1845 - 24 octobre 1850             | 29e - 31e   | Élu pour terminer le mandat de Dawson. Réélu en 1846. Réélu en 1848. Décès. | 1843–1853 |
| Vacant                          | Vacant                | 24 octobre 1850 - 30 décembre 1850 | 31e         | | 1843–1853 |
| Alexander Gordon Penn (en)      | Démocrate             | 30 décembre 1850 - 3 mars 1853     | 31e , 32e   | Élu pour terminer le mandat de Harmanson. Réélu. Retrait. | 1843–1853 |
| John Perkins Jr. (en)           | Démocrate             | 4 mars 1853 - 3 mars 1855          | 33e         | Élu en 1852. Retrait. | 1853–1861 |
| Thomas Green Davidson (en)      | Démocrate             | 4 mars 1855 - 3 mars 1861          | 34e - 36e   | Élu en 1854. Réélu en 1856. Réélu en 1858. Retrait dû à la Guerre de Sécession. | 1853–1861 |
| Vacant                          | Vacant                | 3 mars 1861 - 18 juillet 1868      | 36e - 40e   | Guerre de Sécession et Reconstruction | Guerre de Sécession et Reconstruction                                                                                  |
| Joseph Parkinson Newsham (en)   | Républicain           | 18 juillet 1868 - 3 mars 1869      | 40e         | Élu pour terminer le mandat vacant. Redécoupage vers le 4e district. | 1868–1873 |
| Chester Bidwell Darrall (en)    | Républicain           | 4 mars 1869 - 20 février 1878      | 41e - 45e   | Élu en 1868. Réélu en 1870. Réélu en 1872. Réélu en 1874. Réélu en 1876. Perds la contestation de son élection. | 1868–1873 |
| 1873–1883                       |                       |                                    | 41e - 45e   | Élu en 1868. Réélu en 1870. Réélu en 1872. Réélu en 1874. Réélu en 1876. Perds la contestation de son élection. | |
| Joseph H. Acklen (en)           | Démocrate             | 20 février 1878 - 3 mars 1881      | 45e ,46e    | Remporte la contestation de son élection. Réélu en 1878. Retrait. | |
| Chester Bidwell Darrall (en)    | Républicain           | 4 mars 1881 - 3 mars 1883          | 47e         | Élu en 1880. Perds sa réélection. | |
| William Pitt Kellogg            | Républicain           | 4 mars 1883 - 3 mars 1885          | 48e         | Élu en 1882. Perds sa réélection. | 1883–1893 |
| Edward James Gay (en)           | Démocrate             | 4 mars 1885 - 30 mai 1889          | 49e - 51e   | Élu en 1884. Réélu en 1886. Réélu en 1888. Décès. | 1883–1893 |
| Vacant                          | Vacant                | 30 mai 1889 - décembre 1889        | 51e         | | 1883–1893 |
| Andrew Price (en)               | Démocrate             | 2 décembre 1889 - 3 mars 1897      | 51e - 54e   | Élu pour terminer le mandat de Gay. Réélu en 1890. Réélu en 1892. Réélu en 1894. Retrait. | 1883–1893 |
| 1893–1903                       |                       |                                    | 51e - 54e   | Élu pour terminer le mandat de Gay. Réélu en 1890. Réélu en 1892. Réélu en 1894. Retrait. | |
| Robert Foligny Broussard (en)   | Démocrate             | 4 mars 1897 - 3 mars 1915          | 55e - 63e   | Élu en 1896. Réélu en 1898. Réélu en 1900. Réélu en 1902. Réélu en 1904. Réélu en 1906. Réélu en 1908. Réélu en 1910. Réélu en 1912. Retrait pour se présenter comme Sénateur des États-Unis.                                      | |
| 1903–1913                       |                       |                                    | 55e - 63e   | Élu en 1896. Réélu en 1898. Réélu en 1900. Réélu en 1902. Réélu en 1904. Réélu en 1906. Réélu en 1908. Réélu en 1910. Réélu en 1912. Retrait pour se présenter comme Sénateur des États-Unis.                                      | |
| 1913–1923                       |                       |                                    | 55e - 63e   | Élu en 1896. Réélu en 1898. Réélu en 1900. Réélu en 1902. Réélu en 1904. Réélu en 1906. Réélu en 1908. Réélu en 1910. Réélu en 1912. Retrait pour se présenter comme Sénateur des États-Unis.                                      | |
| Whitmell P. Martin (en)         | Progressiste          | 4 mars 1915 - 3 mars 1919          | 64e - 71e   | Élu en 1914. Réélu en 1916. Réélu en 1918. Réélu en 1920. Réélu en 1922. Réélu en 1924. Réélu en 1926. Réélu en 1928. Décès. | |
| Whitmell P. Martin (en)         | Démocrate             | 4 mars 1919 - 6 avril 1929         | 64e - 71e   | Élu en 1914. Réélu en 1916. Réélu en 1918. Réélu en 1920. Réélu en 1922. Réélu en 1924. Réélu en 1926. Réélu en 1928. Décès. | |
| Whitmell P. Martin (en)         | 1923–1933             |                                    | 64e - 71e   | Élu en 1914. Réélu en 1916. Réélu en 1918. Réélu en 1920. Réélu en 1922. Réélu en 1924. Réélu en 1926. Réélu en 1928. Décès. | |
| Numa Francois Montet (en)       | Démocrate             | 6 août 1929 - 3 janvier 1937       | 71e - 74e   | Élu pour terminer le mandat de Martin. Réélu en 1930. Réélu en 1932. Réélu en 1934. Perds sa renomination. | |
| 1933–1943                       |                       |                                    | 71e - 74e   | Élu pour terminer le mandat de Martin. Réélu en 1930. Réélu en 1932. Réélu en 1934. Perds sa renomination. | |
| Robert L. Mouton (en)           | Démocrate             | 3 janvier 1937 - 3 janvier 1941    | 75e , 76e   | Élu en 1936. Réélu en 1938. Perds sa renomination. | |
| James Domengeaux                | Démocrate             | 3 janvier 1941 - 15 avril 1944     | 77e , 78e   | Élu en 1940. Réélu en 1942. Démissionne pour rejoindre les Forces Armées. | |
| 1943–1953                       |                       |                                    | 77e , 78e   | Élu en 1940. Réélu en 1942. Démissionne pour rejoindre les Forces Armées. | |
| Vacant                          | Vacant                | 15 avril 1944 - 7 novembre 1944    | 78e         | | |
| James Domengeaux                | Démocrate             | 7 novembre 1944 - 3 janvier 1949   | 78e - 80e   | Élu pour terminer son mandat. Réélu. Réélu en 1946. Retrait pour se présenter comme Sénateur des États-Unis. | |
| Edwin E. Willis (en)            | Démocrate             | 3 janvier 1949 - 3 janvier 1969    | 81e - 90e   | Élu en 1948. Réélu en 1950. Réélu en 1952. Réélu en 1954. Réélu en 1956. Réélu en 1958. Réélu en 1960. Réélu en 1962. Réélu en 1964. Réélu en 1966. Perds sa renomination.                                                         | |
| 1953–1963                       |                       |                                    | 81e - 90e   | Élu en 1948. Réélu en 1950. Réélu en 1952. Réélu en 1954. Réélu en 1956. Réélu en 1958. Réélu en 1960. Réélu en 1962. Réélu en 1964. Réélu en 1966. Perds sa renomination.                                                         | |
| 1963–1973                       |                       |                                    | 81e - 90e   | Élu en 1948. Réélu en 1950. Réélu en 1952. Réélu en 1954. Réélu en 1956. Réélu en 1958. Réélu en 1960. Réélu en 1962. Réélu en 1964. Réélu en 1966. Perds sa renomination.                                                         | |
| Patrick T. Caffery (en)         | Démocrate             | 3 janvier 1969 - 3 janvier 1973    | 91e , 92e   | Élu en 1968. Réélu en 1970. Retrait. | |
| Dave Treen                      | Républicain           | 3 janvier 1973 - 10 mars 1980      | 93e - 96e   | Élu en 1972. Réélu en 1974. Réélu en 1976. Réélu en 1978. Démissionne lorsqu'élu Gouverneur. | 1973–1983 |
| Vacant                          | Vacant                | 10 mars 1980 - 22 mai 1980         | 96e         | | 1973–1983 |
| Billy Tauzin                    | Démocrate             | 22 mai 1980 - 8 août 1995          | 96e - 108e  | Élu pour terminer le mandat de Treen. Réélu en 1980. Réélu en 1982. Réélu en 1984. Réélu en 1986. Réélu en 1988. Réélu en 1990. Réélu en 1992. Réélu en 1994. Réélu en 1996. Réélu en 1998. Réélu en 2000. Réélu en 2002. Retrait. | 1973–1983 |
| Billy Tauzin                    | Démocrate             | 22 mai 1980 - 8 août 1995          | 96e - 108e  | Élu pour terminer le mandat de Treen. Réélu en 1980. Réélu en 1982. Réélu en 1984. Réélu en 1986. Réélu en 1988. Réélu en 1990. Réélu en 1992. Réélu en 1994. Réélu en 1996. Réélu en 1998. Réélu en 2000. Réélu en 2002. Retrait. | 1983–1993 |
| Billy Tauzin                    | Démocrate             | 22 mai 1980 - 8 août 1995          | 96e - 108e  | Élu pour terminer le mandat de Treen. Réélu en 1980. Réélu en 1982. Réélu en 1984. Réélu en 1986. Réélu en 1988. Réélu en 1990. Réélu en 1992. Réélu en 1994. Réélu en 1996. Réélu en 1998. Réélu en 2000. Réélu en 2002. Retrait. | 1993–2003 |
| Billy Tauzin                    | Républicain           | 8 août 1995 - 3 janvier 2005       | 96e - 108e  | Élu pour terminer le mandat de Treen. Réélu en 1980. Réélu en 1982. Réélu en 1984. Réélu en 1986. Réélu en 1988. Réélu en 1990. Réélu en 1992. Réélu en 1994. Réélu en 1996. Réélu en 1998. Réélu en 2000. Réélu en 2002. Retrait. | |
| Billy Tauzin                    | Républicain           | 8 août 1995 - 3 janvier 2005       | 96e - 108e  | Élu pour terminer le mandat de Treen. Réélu en 1980. Réélu en 1982. Réélu en 1984. Réélu en 1986. Réélu en 1988. Réélu en 1990. Réélu en 1992. Réélu en 1994. Réélu en 1996. Réélu en 1998. Réélu en 2000. Réélu en 2002. Retrait. | 2003–2013 |
| Charlie Melançon                | Démocrate             | 3 janvier 2005 - 3 janvier 2011    | 109e - 111e | Élu en 2004. Réélu en 2006. Réélu en 2008. Retrait pour se présenter comme Sénateur des États-Unis. | |
| Jeff Landry                     | Républicain           | 3 janvier 2011 - 3 janvier 2013    | 112e        | Élu en 2010. Perds sa réélection. | |
| Charles Boustany                | Républicain           | 3 janvier 2013 - 3 janvier 2017    | 113e , 114e | Redécoupage depuis le 7e district et réélu en 2012. Réélu en 2014. Retrait pour se présenter comme Sénateur des États-Unis. | 2013–2023 |
| Clay Higgins                    | Républicain           | 3 janvier 2017 - Présent           | 115e - 118e | Élu en 2016. Réélu en 2018. Réélu en 2020. Réélu en 2022. | 2013–2023 |
| Clay Higgins                    | Républicain           | 3 janvier 2017 - Présent           | 115e - 118e | Élu en 2016. Réélu en 2018. Réélu en 2020. Réélu en 2022. | 2023–Présent |

## Résultats des récentes élections
Voici les résultats des dix précédents cycles électoraux dans le district.

### 2004
| Élection de 2004 du 3e district congressionnel de Louisiane | Élection de 2004 du 3e district congressionnel de Louisiane | Élection de 2004 du 3e district congressionnel de Louisiane | Élection de 2004 du 3e district congressionnel de Louisiane | Élection de 2004 du 3e district congressionnel de Louisiane |
| ----------------------------------------------------------- | ----------------------------------------------------------- | ----------------------------------------------------------- | ----------------------------------------------------------- | ----------------------------------------------------------- |
| Parti                                                       | Parti                                                       | Candidat                                                    | Votes                                                       | %                                                           |
|                                                             | Démocrate                                                   | Charlie Melançon                                            | 57 611                                                      | 50,25                                                       |
|                                                             | Républicain                                                 | Billy Tauzin (sortant)                                      | 57 042                                                      | 49,75                                                       |
| Total des votes                                             | Total des votes                                             | Total des votes                                             | 114 653                                                     | 100%                                                        |
|                                                             | Les Démocrates prennent aux Républicains                    |                                                             |                                                             |                                                             |

### 2006
| Élection de 2006 du 3e district congressionnel de Louisiane | Élection de 2006 du 3e district congressionnel de Louisiane | Élection de 2006 du 3e district congressionnel de Louisiane | Élection de 2006 du 3e district congressionnel de Louisiane | Élection de 2006 du 3e district congressionnel de Louisiane |
| ----------------------------------------------------------- | ----------------------------------------------------------- | ----------------------------------------------------------- | ----------------------------------------------------------- | ----------------------------------------------------------- |
| Parti                                                       | Parti                                                       | Candidat                                                    | Votes                                                       | %                                                           |
|                                                             | Démocrate                                                   | Charlie Melançon (sortant)                                  | 75 023                                                      | 55,03                                                       |
|                                                             | Républicain                                                 | Craig F. Romero                                             | 54 950                                                      | 40,31                                                       |
|                                                             | Démocrate                                                   | Olangee Breech                                              | 4190                                                        | 3,07                                                        |
|                                                             | Libertarien                                                 | James Lee Blake Jr.                                         | 2168                                                        | 1,59                                                        |
| Total des votes                                             | Total des votes                                             | Total des votes                                             | 136 331                                                     | 100%                                                        |
|                                                             | Les Démocrates conservent                                   |                                                             |                                                             |                                                             |

### 2008
| Élection de 2008 du 3e district congressionnel de Louisiane | Élection de 2008 du 3e district congressionnel de Louisiane | Élection de 2008 du 3e district congressionnel de Louisiane | Élection de 2008 du 3e district congressionnel de Louisiane |
| ----------------------------------------------------------- | ----------------------------------------------------------- | ----------------------------------------------------------- | ----------------------------------------------------------- |
| Parti                                                       | Parti                                                       | Candidat                                                    | %                                                           |
|                                                             | Démocrate                                                   | Charlie Melançon (sortant)                                  | 100%                                                        |
|                                                             | Les Démocrates conservent                                   |                                                             |                                                             |

### 2010
| Élection de 2010 du 3e district congressionnel de Louisiane | Élection de 2010 du 3e district congressionnel de Louisiane | Élection de 2010 du 3e district congressionnel de Louisiane | Élection de 2010 du 3e district congressionnel de Louisiane | Élection de 2010 du 3e district congressionnel de Louisiane |
| ----------------------------------------------------------- | ----------------------------------------------------------- | ----------------------------------------------------------- | ----------------------------------------------------------- | ----------------------------------------------------------- |
| Parti                                                       | Parti                                                       | Candidat                                                    | Votes                                                       | %                                                           |
|                                                             | Républicain                                                 | Jeff Landry                                                 | 108 963                                                     | 63,77                                                       |
|                                                             | Démocrate                                                   | Ravi Sangisetty                                             | 61 914                                                      | 36,23                                                       |
|                                                             | Libertarien                                                 | Mark Nelson                                                 | 2727                                                        | 0,94                                                        |
|                                                             | Indépendant                                                 | Denny Heath                                                 | 1756                                                        | 0,61                                                        |
|                                                             | No Party                                                    | Autres                                                      | 88                                                          | 0,03                                                        |
| Total des votes                                             | Total des votes                                             | Total des votes                                             | 170 877                                                     | 100%                                                        |
|                                                             | Les Républicains prennent aux Démocrates                    |                                                             |                                                             |                                                             |

### 2012
| Élection de 2012 du 3e district congressionnel de Louisiane | Élection de 2012 du 3e district congressionnel de Louisiane | Élection de 2012 du 3e district congressionnel de Louisiane | Élection de 2012 du 3e district congressionnel de Louisiane | Élection de 2012 du 3e district congressionnel de Louisiane |
| ----------------------------------------------------------- | ----------------------------------------------------------- | ----------------------------------------------------------- | ----------------------------------------------------------- | ----------------------------------------------------------- |
| Parti                                                       | Parti                                                       | Candidat                                                    | Votes                                                       | %                                                           |
|                                                             | Républicain                                                 | Charles Boustany                                            | 58 820                                                      | 60,90                                                       |
|                                                             | Républicain                                                 | Jeff Landry (sortant)                                       | 37 764                                                      | 39,10                                                       |
| Total des votes                                             | Total des votes                                             | Total des votes                                             | 96 584                                                      | 100%                                                        |
|                                                             | Les Républicains conservent                                 |                                                             |                                                             |                                                             |

### 2014
| Élection de 2014 du 3e district congressionnel de Louisiane | Élection de 2014 du 3e district congressionnel de Louisiane | Élection de 2014 du 3e district congressionnel de Louisiane | Élection de 2014 du 3e district congressionnel de Louisiane | Élection de 2014 du 3e district congressionnel de Louisiane |
| ----------------------------------------------------------- | ----------------------------------------------------------- | ----------------------------------------------------------- | ----------------------------------------------------------- | ----------------------------------------------------------- |
| Parti                                                       | Parti                                                       | Candidat                                                    | Votes                                                       | %                                                           |
|                                                             | Républicain                                                 | Charles Boustany (sortant)                                  | 185 867                                                     | 79,0                                                        |
|                                                             | Républicain                                                 | Bryan Barrilleaux                                           | 22 059                                                      | 9,0                                                         |
|                                                             | No Party                                                    | Russell Richard                                             | 28 342                                                      | 12,0                                                        |
| Total des votes                                             | Total des votes                                             | Total des votes                                             | 236 268                                                     | 100%                                                        |
|                                                             | Les Républicains conservent                                 |                                                             |                                                             |                                                             |

### 2016
| Élection de 2016 du 3e district congressionnel de Louisiane | Élection de 2016 du 3e district congressionnel de Louisiane | Élection de 2016 du 3e district congressionnel de Louisiane | Élection de 2016 du 3e district congressionnel de Louisiane | Élection de 2016 du 3e district congressionnel de Louisiane |
| ----------------------------------------------------------- | ----------------------------------------------------------- | ----------------------------------------------------------- | ----------------------------------------------------------- | ----------------------------------------------------------- |
| Parti                                                       | Parti                                                       | Candidat                                                    | Votes                                                       | %                                                           |
|                                                             | Républicain                                                 | Clay Higgins                                                | 77 671                                                      | 56,1                                                        |
|                                                             | Démocrate                                                   | Scott Angelle                                               | 60 762                                                      | 43,9                                                        |
| Total des votes                                             | Total des votes                                             | Total des votes                                             | 138 433                                                     | 100%                                                        |
|                                                             | Les Républicains conservent                                 |                                                             |                                                             |                                                             |

### 2018
| Élection de 2018 du 3e district congressionnel de Louisiane | Élection de 2018 du 3e district congressionnel de Louisiane | Élection de 2018 du 3e district congressionnel de Louisiane | Élection de 2018 du 3e district congressionnel de Louisiane | Élection de 2018 du 3e district congressionnel de Louisiane |
| ----------------------------------------------------------- | ----------------------------------------------------------- | ----------------------------------------------------------- | ----------------------------------------------------------- | ----------------------------------------------------------- |
| Parti                                                       | Parti                                                       | Candidat                                                    | Votes                                                       | %                                                           |
|                                                             | Républicain                                                 | Clay Higgins (sortant)                                      | 136 876                                                     | 55,7                                                        |
|                                                             | Démocrate                                                   | Mildred Methvin                                             | 43 729                                                      | 17,8                                                        |
|                                                             | Républicain                                                 | Josh Guillory                                               | 31 387                                                      | 12,8                                                        |
|                                                             | Démocrate                                                   | Rob Anderson                                                | 13 477                                                      | 5,5                                                         |
|                                                             | Démocrate                                                   | Larry Rader                                                 | 9692                                                        | 3,9                                                         |
|                                                             | Démocrate                                                   | Verone Thomas                                               | 7815                                                        | 3,2                                                         |
|                                                             | Libertarien                                                 | Aaron Andrus                                                | 2967                                                        | 1,2                                                         |
| Total des votes                                             | Total des votes                                             | Total des votes                                             | 245 943                                                     | 100%                                                        |
|                                                             | Les Républicains conservent                                 |                                                             |                                                             |                                                             |

### 2020
| Élection de 2020 du 3e district congressionnel de Louisiane | Élection de 2020 du 3e district congressionnel de Louisiane | Élection de 2020 du 3e district congressionnel de Louisiane | Élection de 2020 du 3e district congressionnel de Louisiane | Élection de 2020 du 3e district congressionnel de Louisiane |
| ----------------------------------------------------------- | ----------------------------------------------------------- | ----------------------------------------------------------- | ----------------------------------------------------------- | ----------------------------------------------------------- |
| Parti                                                       | Parti                                                       | Candidat                                                    | Votes                                                       | %                                                           |
|                                                             | Républicain                                                 | Clay Higgins (sortant)                                      | 230 480                                                     | 67,76                                                       |
|                                                             | Démocrate                                                   | Braylon Harris                                              | 60 852                                                      | 17,89                                                       |
|                                                             | Démocrate                                                   | Rob Anderson                                                | 39 423                                                      | 11,59                                                       |
|                                                             | Libertarien                                                 | Brandon Leleux                                              | 9365                                                        | 2,75                                                        |
| Total des votes                                             | Total des votes                                             | Total des votes                                             | 340 120                                                     | 100%                                                        |
|                                                             | Les Républicains conservent                                 |                                                             |                                                             |                                                             |

### 2022
| Élection de 2022 du 3e district congressionnel de Louisiane | Élection de 2022 du 3e district congressionnel de Louisiane | Élection de 2022 du 3e district congressionnel de Louisiane | Élection de 2022 du 3e district congressionnel de Louisiane | Élection de 2022 du 3e district congressionnel de Louisiane |
| ----------------------------------------------------------- | ----------------------------------------------------------- | ----------------------------------------------------------- | ----------------------------------------------------------- | ----------------------------------------------------------- |
| Parti                                                       | Parti                                                       | Candidat                                                    | Votes                                                       | %                                                           |
|                                                             | Républicain                                                 | Clay Higgins (sortant)                                      | 144 423                                                     | 64,3                                                        |
|                                                             | Républicain                                                 | Holden Hoggatt                                              | 24 474                                                      | 10,9                                                        |
|                                                             | Démocrate                                                   | Lessie Olivia Leblanc                                       | 23 641                                                      | 10,5                                                        |
|                                                             | Démocrate                                                   | Tia LeBrun                                                  | 21 172                                                      | 9,4                                                         |
|                                                             | Républicain                                                 | Thomas "Lane" Payne, Jr.                                    | 4012                                                        | 1,8                                                         |
|                                                             | Indépendant                                                 | Gloria R. Wiggins                                           | 3255                                                        | 1,4                                                         |
|                                                             | Républicain                                                 | Jacob "Jake" Shaheen                                        | 1955                                                        | 0,9                                                         |
|                                                             | Libertarien                                                 | Guy McLendon                                                | 1620                                                        | 0,7                                                         |
| Total des votes                                             | Total des votes                                             | Total des votes                                             | 224 552                                                     | 100%                                                        |
|                                                             | Les Républicains conservent                                 |                                                             |                                                             |                                                             |

### 2024
| Élection de 2024 du 3e district congressionnel de Louisiane | Élection de 2024 du 3e district congressionnel de Louisiane | Élection de 2024 du 3e district congressionnel de Louisiane | Élection de 2024 du 3e district congressionnel de Louisiane | Élection de 2024 du 3e district congressionnel de Louisiane |
| ----------------------------------------------------------- | ----------------------------------------------------------- | ----------------------------------------------------------- | ----------------------------------------------------------- | ----------------------------------------------------------- |
| Parti                                                       | Parti                                                       | Candidat                                                    | Votes                                                       | %                                                           |
|                                                             | Républicain                                                 | Clay Higgins (sortant)                                      | 226 279                                                     | 70,6                                                        |
|                                                             | Démocrate                                                   | Priscilla Gonzalez                                          | 59 834                                                      | 18,7                                                        |
|                                                             | Démocrate                                                   | Sadi Summerlin                                              | 21 323                                                      | 6,6                                                         |
|                                                             | Républicain                                                 | Xan John                                                    | 13 246                                                      | 4,1                                                         |
| Total des votes                                             | Total des votes                                             | Total des votes                                             | 320 682                                                     | 100 %                                                       |
|                                                             | Les Républicains conservent                                 |                                                             |                                                             |                                                             |